# 조르주 피토에프

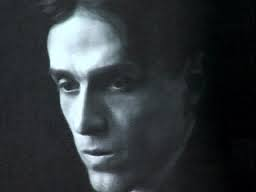

조르주 피토에프(Georges Pitoëff, 1884년 9월 4일 ~ 1939년 9월 17일)는 프랑스의 연출가다.
조르지아의 티프리스에서 태어난 러시아계의 연출가로서 스타니슬랍스키의 가르침을 받았다. 제1차 세계대전 중에는 스위스에서 소극단(小劇團)을 만들고 있었으나, 파리에서 상연한 르노르망의 <세월은 꿈> <낙오자의 무리>로 호평을 받아 프리드리히 에베르트에게 초빙되고, 샹젤리제 극장에서 주베와 경연했다.
라틴 정신의 주베와는 달리 피토에프는 북극적 상상력과 국제적인 레퍼토리, 그리고 무엇보다도 예술가로서의 내적인 감동에 의해 극단적인 경제적 곤란을 보충하고도 남을 무대를 창조했다. 특히 체호프, 피란델로, 스트린드베리의 연출에는 따를 자가 없었으며, 부인과 함께 프랑스 극계(劇界)의 눈을 외국극으로 돌리게 하는 데 공헌했다. 극단은 루이 살르, 미셸 시몽 등 뛰어난 배우들을 포용하고 있었으나 재정난 때문에 상설극장을 가질 수가 없었으며, 다만 1934년부터 수년 동안 개설했던 객석 5백의 소극장 '마튜랑 극장'이 예외일 뿐이었다.